# گورستان امامزاده زید
گورستان امامزاده زید مربوط به دوره اسلامی، قرن‌های ۱ تا ۴ ه.ق است و در شهرستان دره‌شهر، بخش بدره، دهستان هندمینی، روستای زید واقع شده است. این اثر در تاریخ ۳۰ دی ۱۳۸۵ با شمارهٔ ثبت ۱۶۹۳۴ به عنوان یکی از آثار ملی ایران به ثبت رسیده است.